# Perez (Quezon)
Perez ist eine philippinische Stadtgemeinde in der Provinz Quezon. Sie hat 12.173 Einwohner (Zensus 1. August 2015). Sie liegt im Nordwesten der Insel Alabat.

## Baranggays
Perez ist politisch in 14 Baranggays unterteilt.
- Maabot
- Mainit Norte
- Mainit Sur
- Pambuhan
- Pinagtubigan Este
- Pinagtubigan Weste
- Pagkakaisa Pob. (Barangay 1)
- Mapagmahal Pob. (Barangay 2)
- Bagong Pag-Asa Pob. (Barangay)
- Bagong Silang Pob. (Barangay)
- Rizal
- Sangirin
- Villamanzano Norte
- Villamanzano Sur